# Johan Runge
Michael Johan Runge (Kongens Lyngby, 12 giugno 1924 – Ballerup, 4 agosto 2005) è stato un sollevatore danese.

## Carriera
Nella categoria dei pesi piuma fu vicecampione mondiale e campione europeo nel 1949 a Scheveningen e nel 1951 a Milano. Partecipò alle olimpiadi di Londra nel 1948 e ad Helsinski nel 1952 nei pesi leggeri, classificandosi al settimo posto. Partecipò ai mondiali del 1946, piazzandosi al quinto posto, classificandosi al terzo posto e conquistando il bronzo europeo nella medesima manifestazione.